# غايت يانسن

غايت يانسن (مواليد 25 ديسمبر 1991) هي ممثلة هولندية، شاركت في الموسم الثالث من مسلسل بيكي بلايندرز.

## روابط خارجية
- جايتي يانزن على موقع IMDb (الإنجليزية)
- جايتي يانزن على موقع قاعدة بيانات الفيلم (الإنجليزية)